# Lucho Nizzo
Luiz Antônio Nizzo, mais conhecido como Lucho Nizzo (Rio de Janeiro, 13 de fevereiro de 1963) é um ex-futebolista brasileiro e atua como treinador de futebol profissional. 

## Carreira
Lucho Nizzo é um caso raro no futebol brasileiro, começou a carreira no Vasco da Gama, com passagens pelas categorias de base da equipe cruzmaltina. Atuou também pelo Madureira, entre outros clubes brasileiros. Formou-se em Educação Física na Universidade Castelo Branco, iniciando carreira como técnico de todas as categorias até o time profissional. Hoje é técnico doGoytacaz no Campeonato carioca B1, além professor do Curso de Formação de Treinadores do Sindicato dos Treinadores de Futebol do Estado do Rio de Janeiro e da Escola Brasileira de Futebol.
Profundo conhecedor dos aspectos técnicos e físicos do esporte, Nizzo deixa bem claro que não é a favor de ex-jogadores virarem técnicos sem uma formação técnica. De acordo com ele, profissional tem que ter base além da experiência. Nessa linha, comandou várias equipes na base, e também as Seleções Brasileiras sub-15, 16, 17 e 19 e da Malásia. Além da base dos clubes: Fluminense, Botafogo, Madureira e Flamengo.
Por conta de seus anos na CBF, sua mão já passaram muitos jogadores de destaque atualmente nascidos entre os anos 1988 e 1992; dentre eles destacamos: Marcelo, do Real Madrid, e os meias Anderson, do Internacional e ex-Manchester United, e Renato Augusto, hoje no Beijing Guoan, mas com passagens por grandes clubes como Flamengo, Bayer Leverkusen e Corinthians.
Denilson, volante e capitão nas seleções de Base e fez carreira no Arsenal e São Paulo futebol clube. Lulinha, Kerlon e Wellington Silva são alguns de muitos outros que fizeram grandes participações nas categorias de base.
Seu último grupo de trabalho na CBF contou com Neymar, Álisson, Phelippe Coutinho e muitos outros craques.
O treinador do Tigres do Brasil, vice-campeão da Segundona de 2008, também teve passagens no Juazeiro, no qual esteve por pouco tempo; Flamengo de Guarulhos; Bonsucesso, além de ser auxiliar-técnico de Bebeto no America-RJ em 2010 retornou ao clube Rubro em 2012 agora como técnico.
Ainda na temporada 2012, esteve no comando do CRAC de Goiás.  No campeonato carioca já comandou o Boavista, o Cabofriense e o Goytacaz. Mais recentemente comandou novamente o CRAC, mas após uma sequência negativa no Campeonato Goiano, pediu pra sair do clube.
Entre suas passagens internacionais, Nizzo esteve no Al-Raed, da Arábia Saudita em 2010, retornou à Ryiadh em 2014 na equipe olímpica do Al Nassr e em 2019 esteve em Tunis na Tunisia como consultor em uma academia de futebol.   
Atualmente, em 2020, retorna ao Goytacaz disputando o campeonato carioca B1 em meio a toda complexidade do futebol no meio da pandemia de covid19. 

## Títulos
Seleção Brasileira
- Mundialito do mediterraneo 2003/ 2004/2007/2008 - Barcelona
- Torneio 8 Nações - korea  2007
- Sul-Americano Sub-17: 2009
- Copa Sendai: 2009

Boavista
- Torneio Extra: 2013

America
- Taça Corcovado 2017